# مارسلو بردون
مارسلو بردون (به پرتغالی: Marcelo José Bordon) مدافع اهل برزیل است که در شهر ریبرآ پرتو و در تاریخ ۷ ژانویهٔ ۱۹۷۶ به دنیا آمده‌است.
مارسلو بردون در تیم‌های فوتبال سائوپائولو ،باشگاه فوتبال اشتوتگارت،باشگاه فوتبال شالکه ۰۴،باشگاه ورزشی الریان سابقهٔ حضور دارد. این بازیکن همچنین در سال، 2004 1 بار برای، تیم ملی فوتبال برزیل به میدان رفته‌است 